# Государственный музей А. С. Пушкина
Госуда́рственный музе́й Алекса́ндра Серге́евича Пу́шкина — московский музей, посвящённый российскому поэту Александру Пушкину. Открытие состоялось в 1961 году в здании городской дворянской усадьбы Хрущёвых-Селезнёвых, возведённой в XIX веке.

## Современное состояние
По состоянию на 2018 год музейный фонд состоит из более чем 200 000 единиц хранения и включает в себя предметы быта, личные вещи поэта, художественную коллекцию и частные собрания. К 200-летию со дня рождения Пушкина в 1999-м главное здание и близлежащие хозяйственные постройки были объединены стеклянным атриумом, сформировавшим облик единого музейного комплекса. В состав музея входят филиалы: Мемориальная квартира Александра Пушкина на Арбате, Музей Ивана Тургенева на Остоженке, Дом-музей Василия Пушкина на Старой Басманной, Мемориальная квартира Андрея Белого и выставочные залы в Денежном переулке.

## История

### Усадьба Хрущёвых-Селезнёвых

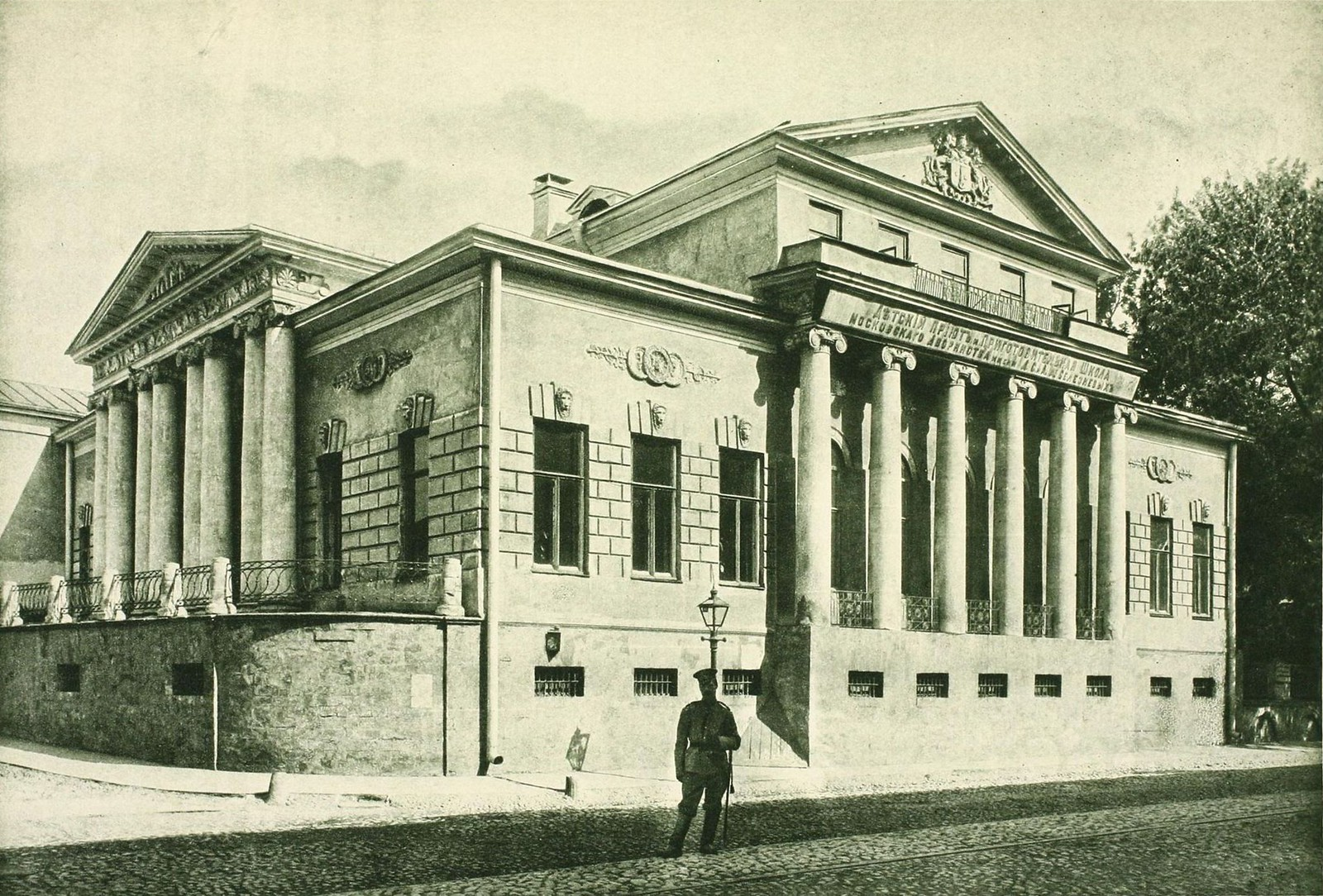
Особняк с приютом и школой, около 1910 г.

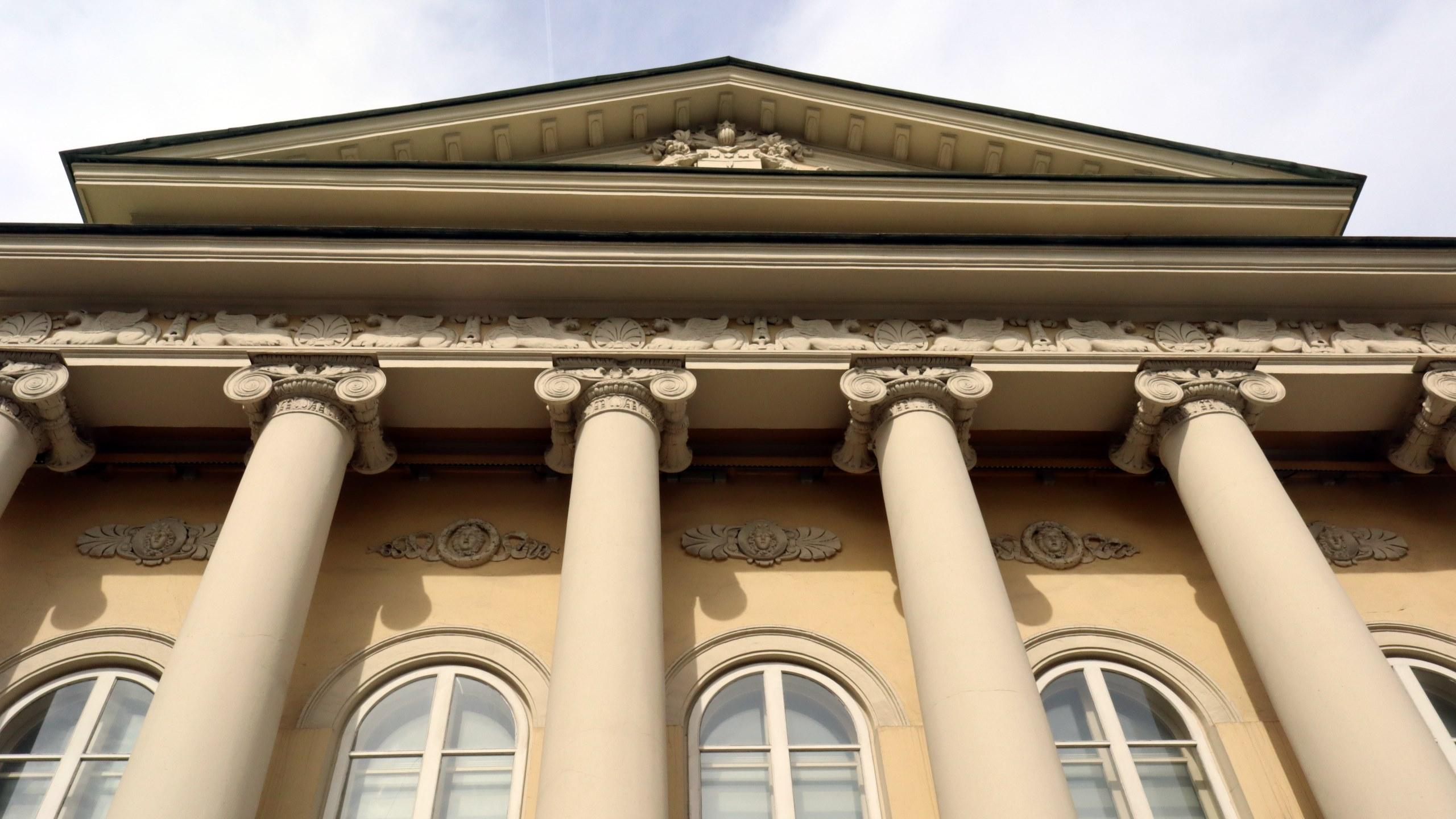
Главный фасад здания, 2022 г.

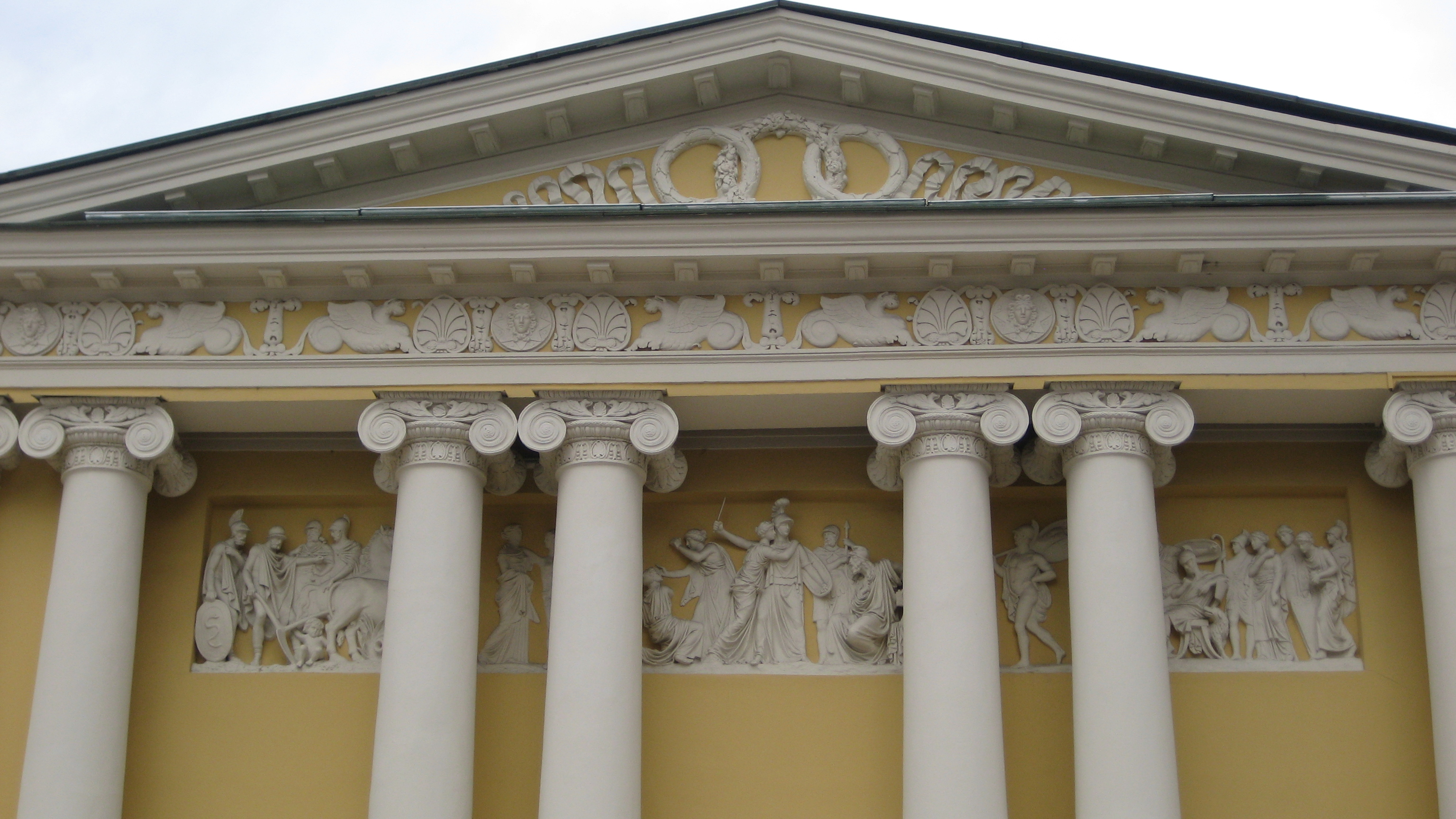
Фасад здания c переулка, 2009 г.

Князья Барятинские, владевшие участком на Пречистенке до московского пожара 1812 года, продали полуразрушенное после пожара здание прапорщику в отставке Александру Хрущёву. По его инициативе в 1814—1817 годах на участке был возведён ампирный особняк по проекту архитекторов Доменико Жилярди и Афанасия Григорьева. Рядом с главным корпусом обустроили хозяйственные помещения и разбили небольшой сад с декоративными павильонами по моде того времени. В 1840-х годах усадьба перешла во владение семье торговцев чаем Рудаковых, а впоследствии к штабс-капитану Дмитрию Николаевичу Селезнёву. В конце 1900-х его дочь передала усадьбу московскому дворянству для детского приюта имени её родителей — Анны и Дмитрия Селезнёвых.
После 1917 года в хозяйственных постройках усадьбы были созданы коммунальные квартиры. С 1924 по 1931 год в здании находился Музей игрушки. В 1940-м усадьба была передана во владение Литературному музею для создания экспозиции, посвящённой Владимиру Маяковскому. После 1945 года здание вернули в ведение министерства иностранных дел СССР, а через несколько лет оно снова перешло Литературному музею, который занимался организацией Государственного музея Александра Пушкина.

### Основание музея
В 1949 году в усадьбе открылась выставка, организованная Государственным литературным музеем к 150-летию со дня рождения Александра Пушкина. В рамках экспозиции были представлены мемориальные вещи поэта, а также организован ряд публичных лекций. После закрытия выставки многие деятели культуры того времени, такие как Леонид Леонов, Николай Тихонов, Константин Федин, Дмитрий Благой, Самуил Маршак, Михаил Исаковский, Ираклий Андроников, Юрий Завадский, Павел Корин, Галина Уланова, Сергей Бонди, подписали письмо Совету министров СССР с просьбой об открытии в усадьбе музея Александра Пушкина.
К знаменательному юбилею сорокалетия Великого Октября мы просим снова открыть в старинном доме № 12 по Кропоткинской улице Пушкинскую выставку, несправедливо закрытую в 1950 году для размещения учреждений Академии Наук СССР (в настоящее время — институт Славяноведения).〈…〉 Москва имеет музеи Л. Н. Толстого, Ф. М. Достоевского, А. П. Чехова, А. М. Горького, а гордость русской и мировой литературы, великий Пушкин, уроженец Москвы, не имеет в столице своего Музея, хотя Пушкинская выставка за время своего существования привлекала к себе тысячи посетителей, оставивших многочисленные записи с предложениями о превращении её в постоянный музей.
Государственный литературный музей в течение ряда лет настойчиво ходатайствует о передаче музейного особняка на Кропоткинской улице под музей А. С. Пушкина.
Мы обращаемся к Совету Министров СССР с просьбой к сорокалетию Советской власти положительно решить вопрос об организации постоянного московского музея А. С. Пушкина в доме № 12 по ул. Кропоткина.

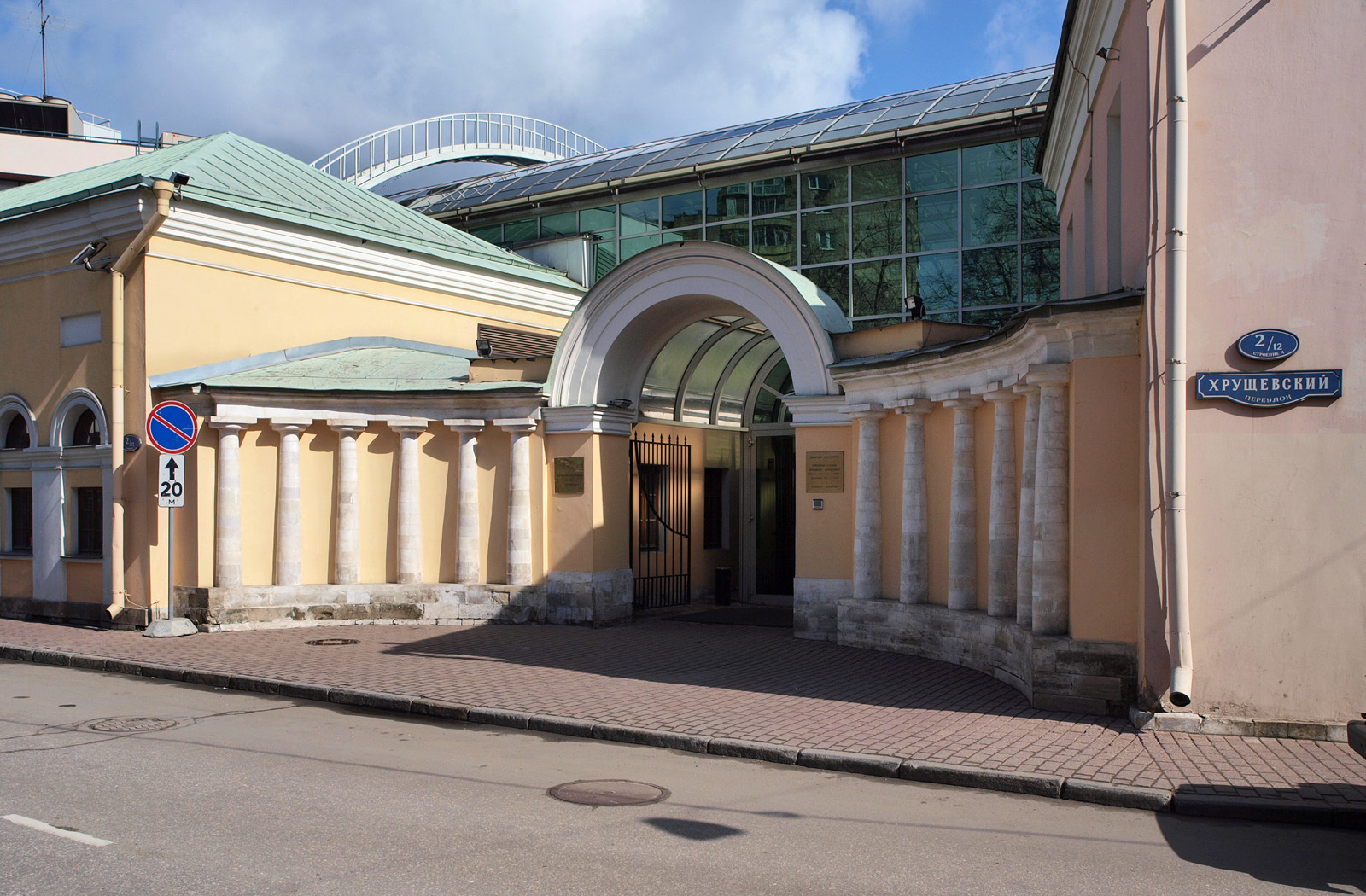
Вид на стеклянный атриум, 2009 г.

В 1957 году Совет министров РСФСР выпустил указ, согласно которому при Государственном литературном музее был создан Музей Александра Пушкина, однако уже спустя несколько месяцев музей объявили независимым учреждением. Первым директором стал Александр Крейн, при котором была проведена масштабная работа по подготовке первой постоянной экспозиции. В команду Крейна также входили научные сотрудники: Наталья Баранская, Е. В. Муза, С. Т. Овчинникова, Н. С. Нечаева, Е. В. Павлова, Г. Д. Кропивницкая, Н. М. Волович, И. К. Эткин, М. И. Кострова, Ф. Е. Вишневский, А. С. Фрумкина, Л. И. Вуич, А. С. Тишечкина, Н. Г. Винокур, В. В. Гольдберг. Открытие первой выставки состоялось в 1961 году, впоследствии она стала основой для постоянной экспозиции. Музейный фонд был сформирован благодаря приобретениям работников музея, а также помощи коллекционеров Феликса Вишневского, Якова Зака и других. Благодаря деятельности Вишневского в состав фонда вошли карандашный портрет Екатерины Бакуниной работы Ореста Кипренского 1813 года, акварельные портреты Елены Давыдовой и Веры Вяземской художника Александра Молинаре, а также изображение товарища Пушкина Модеста Корфа, выполненное Эдуардом Гау. Яков Зак также помогал музею в приобретении редких экспонатов, а после его смерти в 1971 году музей полностью приобрёл собрание коллекционера, состоящее из 4040 гравюр и литографий.
Первые годы Яков Григорьевич ходил в музей почти ежедневно, как на службу. Он помог нам в описании едва ли не каждого полученного нами листа. Он передержал в руках всю нашу коллекцию, да и приобрели мы большую часть гравюрного фонда благодаря ему. Это он подсказывал нам пути, называл хранилища, консультировал при отборе и определении.Александр Крейн о Якове Заке
В 1970—1980-е годы деятельность музея была направлена на музеефикацию пушкинских мест и работу по созданию новых филиалов. Так, начиная с 1986-го открылись квартира Александра Пушкина на Арбате, дом Вульфов в Бернове, имение князей Вяземских в Остафьево, квартира Андрея Белого на Арбате. В 1999 году музею был передан особняк № 36 по Старой Басманной, в котором долгое время проживал дядя поэта Василий Пушкин.
В 1996 году началась масштабная реконструкция здания под руководством компании «Моспромстрой», в здании заменили инженерно-технические коммуникации, построили подземную часть музея, где расположилась рекреационная зона для посетителей (гардероб, буфет, сувенирный и книжные киоски), а усадебный двор получил остеклённое перекрытие, объединившее в единое целое отдельные строения усадьбы.
К 200-летию со дня рождения Пушкина в 1999 году в музее прошли выставки: «Пушкин в гостях у Бальзака», «Бальзак. Денди и творец», «Пушкин. Мицкевич. Два взгляда», «Пушкин и Гёте», «Пушкин и Гейне», «Пушкин и Греция», «Пушкин и восточная культура». В рамках празднования юбилея поэта были организованы концертные, издательские и научно-просветительские программы, а также отреставрированы предметы живописи из музейного фонда.
В 2007 году музей отметил 50-летие со дня основания, в честь чего были подготовлены выставочные проекты «Дары и дарители» и «Русский поединок».

## Экспозиция

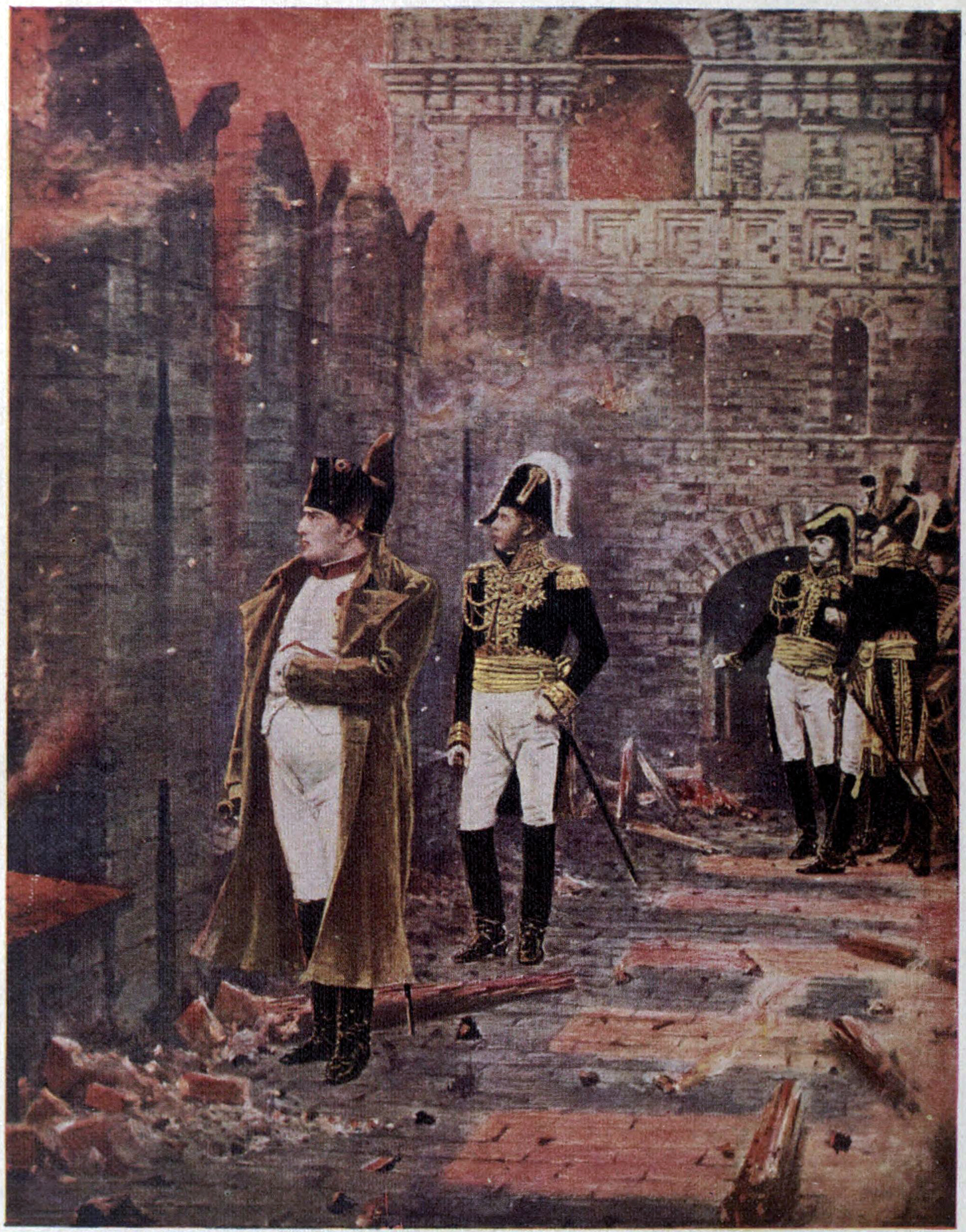
Картина Василия Верещагина В Кремле — пожар!, 1887—1898 годы

### Коллекция
По состоянию на 2018 год в состав музейного фонда входят более 200 000 единиц хранения, около 70 000 из которых составляют частные дары, многие из них поступили в первые годы после основания музея. Среди особо ценных экспонатов миниатюрный портрет Пушкина в детском возрасте, выполненный Всеволодом Якутом, акварельный портрет работы П. Ф. Соколова «Мария Волконская с сыном» (дар Владимира Звегинцова через Илью Зильберштейна), шкатулка медикаментов, с которой доктор Николай Арендт приезжал к умирающему Пушкину (дар правнучки врача Ариадны Арендт). Прямые потомки поэта передали музею портрет няни его сына Александра, который создала Софья Ланская, а также фотопортрет внука Сергея Александровича, роговой лорнет и кружевные манжеты, которые принадлежали внучке поэта Вере Мезенцовой. Праправнучка Пушкина Клотильда фон Ринтелен подарила музею шесть изображений, а Наталья Меренберг — черновую рукопись автобиографического романа. В экспозиции единственный известный портрет Исаака Ганнибала — двоюродного деда Пушкина, и изображение внучки Пушкина Натальи Дубельт работы Ивана Макарова.
В число других даров входят частные коллекции: «Библиотека русской поэзии Ивана Розанова», Павла Губара, Татьяны Мавриной и Николая Кузьмина, собрание эстампов Якова Зака и фарфора Агриппины Вагановой. В 2010-х годах в состав музея вошло собрание предметов прикладного искусства конца XVIII—XIX веков учёного Льва Кишкина, переданное в архив музея его вдовой Натальей Семихатовой-Кишкиной. Художественная коллекция представлена полотнами Василия Тропинина, Ореста Кипренского, Карла Брюллова, Льва Бакста, Кузьмы Петрова-Водкина, Константина Коровина и других. После смерти в 1989 году генеолога Юрия Шмарова, музей получил собранную им коллекцию (родословные досье (более 2200 единиц хранения) и более 16 000 дворянских портретов XVIII—XX веков), ранее завещанную им библиотеке им. В.И. Ленина. На её основе в музее в 1991 году был образован единственный в СССР отдел генеалогии.

### Оформление залов

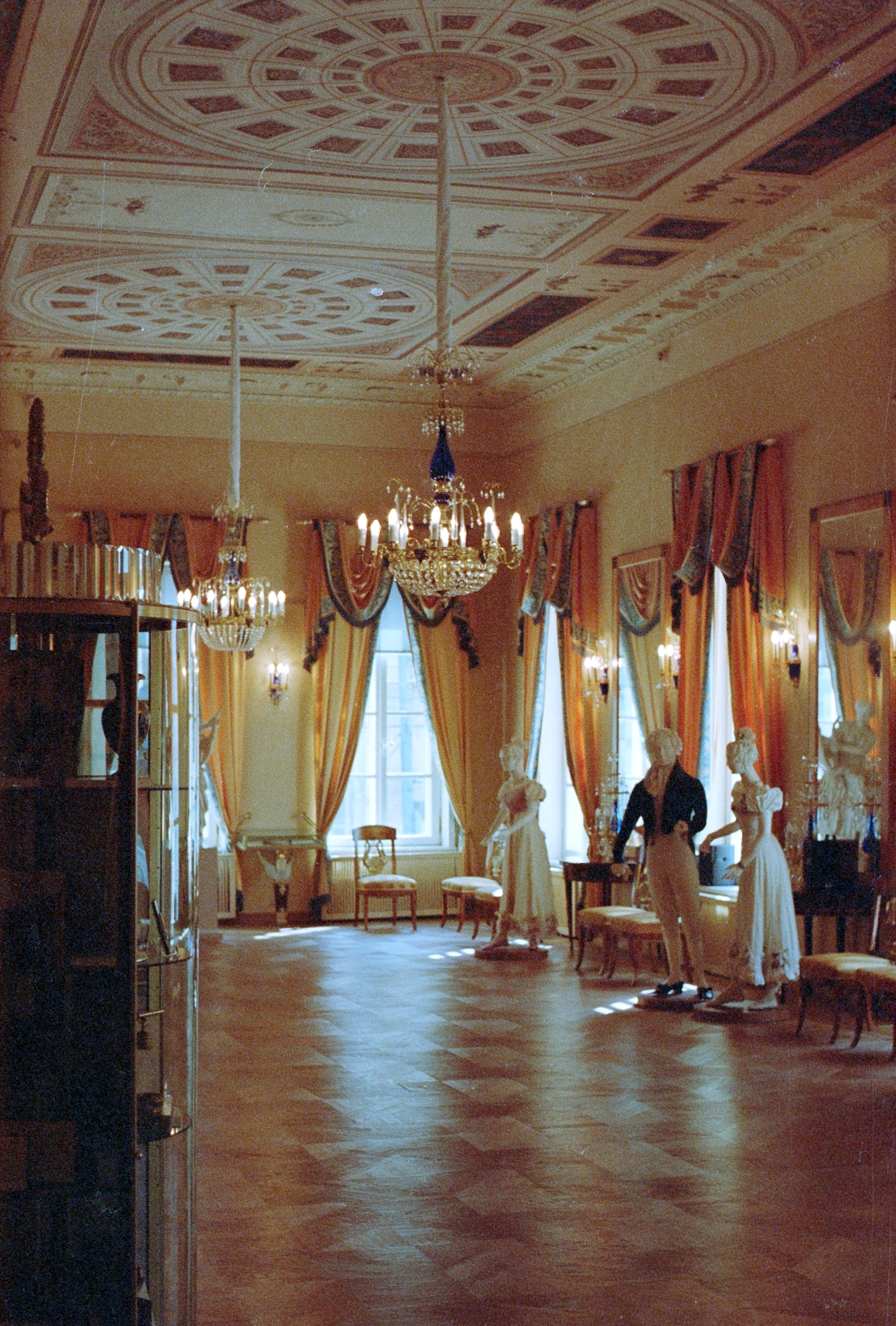
Интерьеры усадьбы, 1999 год

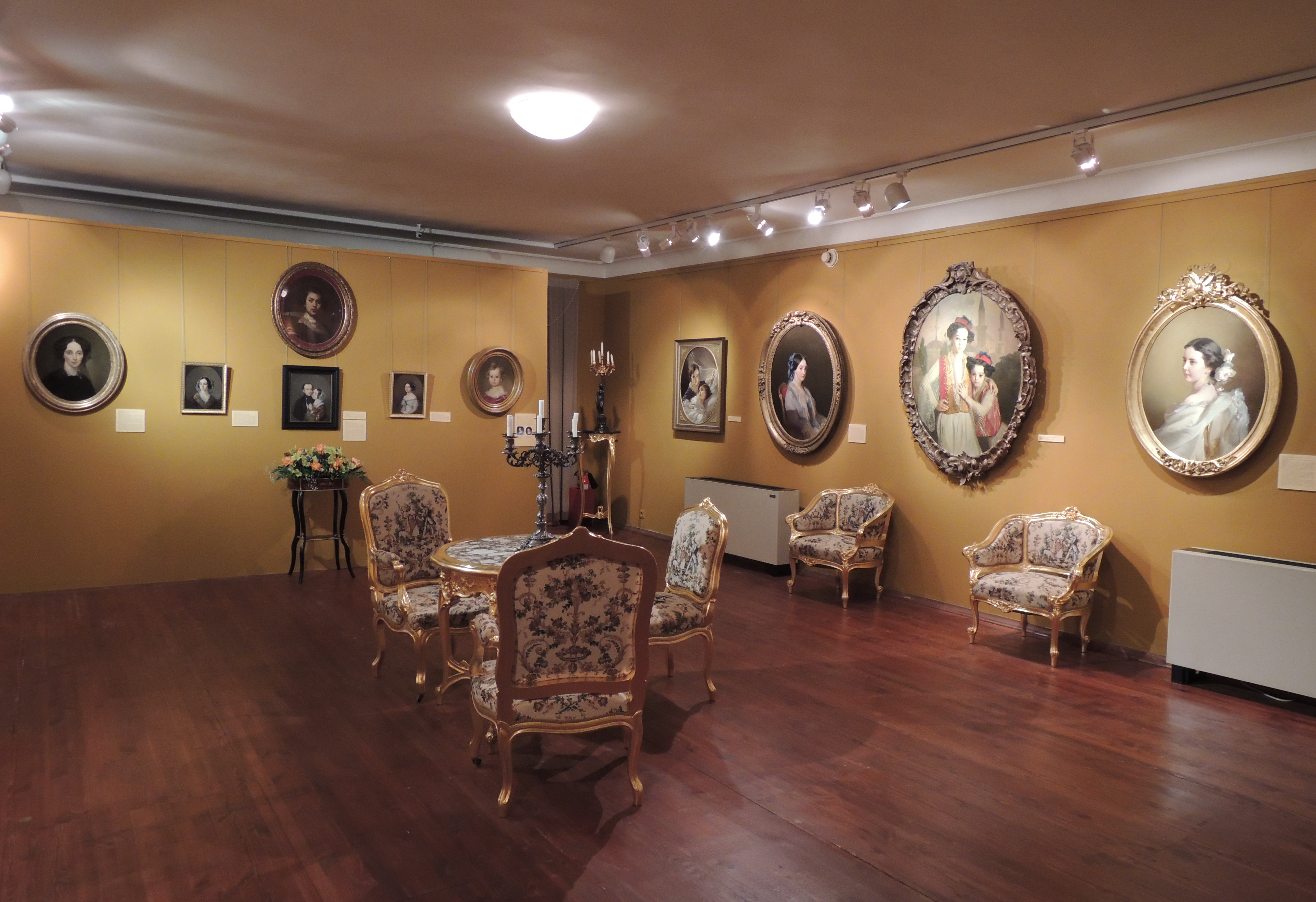
Интерьеры музея, 2012 год

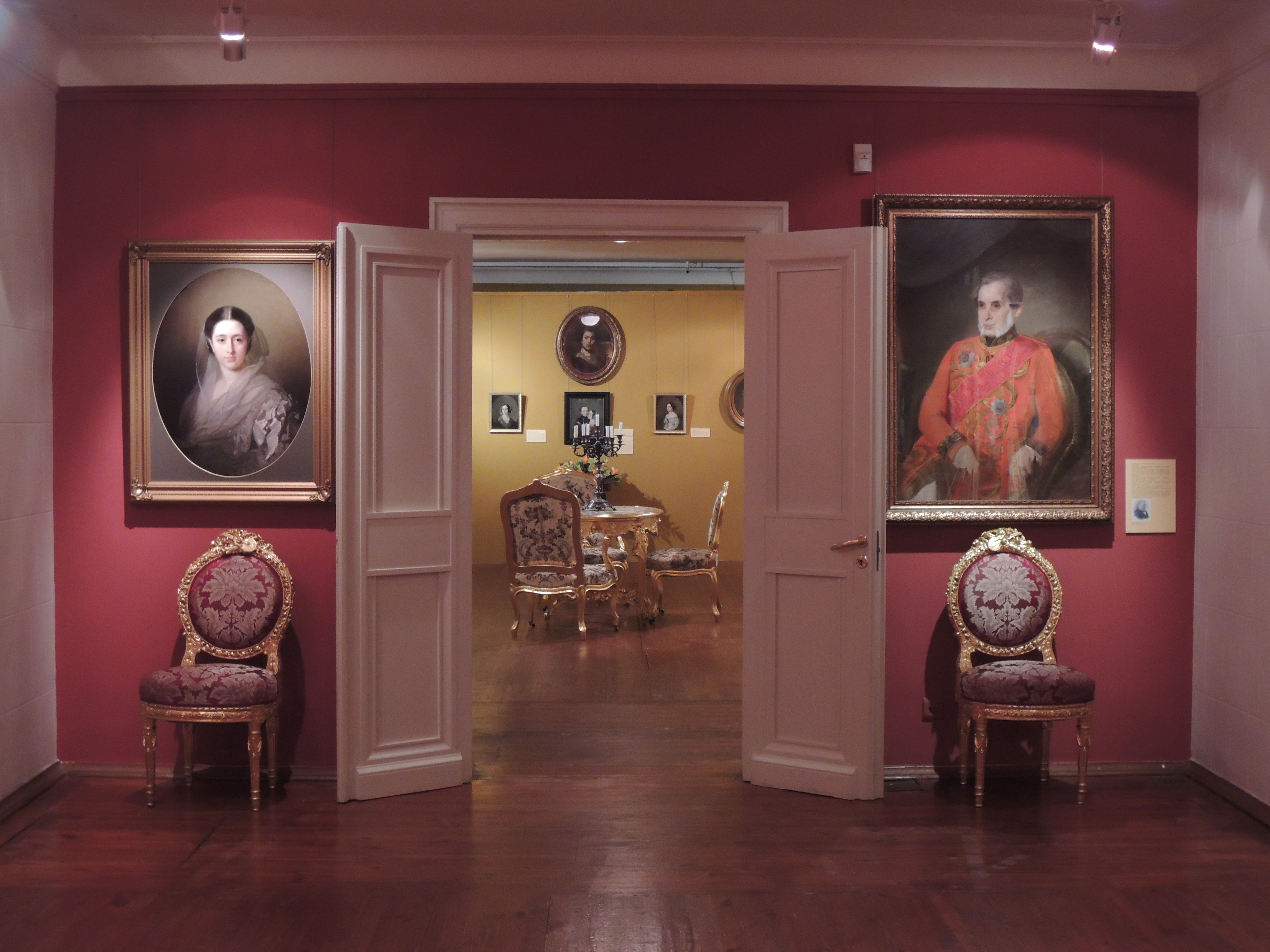
Интерьеры музея, 2012 год

Обновлённая постоянная экспозиция «Пушкин и его эпоха» открылась в 1997 году к 200-летию со дня рождения поэта и размещается в 15 залах главного дома усадьбы. Всего представлено более 4000 единиц хранения: портреты, книги, рукописи, а также предметы декоративно-прикладного искусства. Автором художественного проекта новой экспозиции выступил известный музейный проектировщик Евгений Розенблюм, по замыслу которого выставочное пространство было построено по биографическому принципу.
Зал № 1 носит название «Пролог» и посвящён XVIII веку — эпохе, когда родился поэт. В помещении выставляются гравюры русских и европейских мастеров, портреты царей, государственных деятелей и мыслителей того времени. Так, посетители могут увидеть прижизненные издания литераторов: Михаила Ломоносова, Дениса Фонвизина, Александра Сумарокова, Гавриила Державина, Николая Карамзина.
Зал № 2 «Эпоха Пушкина» посвящён событиям начала XIX века, в нём представлены реликвии, характеризующие общественно-политическую и литературную атмосферу начала XIX века: реликвии Отечественной войны 1812 года, документы, повествующие о судьбах декабристов, экземпляры книг с автографами современников Пушкина, документальная хроника эпохи. Одним из самых ценных экспонатов является портрет поэта, литографированный Густавом Гиппиусом, под ним — подлинный автограф Пушкина. В центре комнаты — скульптура поэта работы Александра Теребенева.
Залы № 3—5 «Детство. Москва» посвящены детству писателя. Представлены виды города конца XVIII — начала XIX века, портреты родителей поэта, друзей и знакомых его семьи, элементы обихода, книги начала XIX века, мебель, а также предметы декоративно-прикладного искусства, дающие возможность представить обстановку московского дома Пушкиных.
Прихожая под дубовой лестницей — зал № 6 — ведёт в анфиладу парадных залов. Бальный зал под № 7 открывает круговую анфиладу парадных покоев особняка. Экспозиция рассказывает о пребывании Пушкина в Царскосельском лицее, о его жизни в Санкт-Петербурге, о Южной и Михайловской ссылках. Зал № 8 обустроен в Большой гостиной и называется «Евгений Онегин», там собраны связанные с романом предметы быта, портреты, книги, виды Петербурга и Москвы.
Зал № 9 «Возвращение в Москву. Годы странствий» связан с проживанием поэта в Тверском крае, Арзруме и Болдине. Экспозиция рассказывает о женитьбе Пушкина, замужестве его сестры Ольги Сергеевны, а также возвращении поэта в Царское село.
Залы № 10 и 11 посвящены «Пиковой даме» и «Медному всаднику». Комнаты связаны с окружением русской аристократии и буржуазии времён Екатерины II, роли Петра I в истории страны. Зал № 12 — «Путешествие по пугачёвским местам», Пушкин ездил по пути Емельяна Пугачева: Заволжье, Казань, Оренбург, Симбирск. Зал № 14 «Капитанская дочка» посвящён крестьянской войне 1773—1775 годов.
Последние годы жизни поэта отображены в парадном зале № 15, где расположены портреты петербургского окружения поэта, его личные вещи, книги, документы и письма последних дней жизни, автографы стихотворений, посмертный портрет и маска Пушкина. Завершает экспозицию аванзал, в котором стоят напольные часы XIX века и модель памятника Пушкину работы Александра Опекушина.
Вторая постоянная экспозиция «Сказки Пушкина» была открыта в 2015 году и представляет собой игровое и выставочное пространство для детей, где с ними работают опытные экскурсоводы и педагоги. В зале экспонируется коллекция рисунков Нади Рушевой — советской школьницы, увлекающейся творчеством Пушкина. За 17 лет девочка нарисовала около сотни иллюстраций к произведениям поэта.
В 2001 году в особняке был открыт мемориальный кабинет первого директора музея Александа Крейна, в котором также представлена экспозиция, посвящённая объединению Сообщества пушкинских музеев в 2009-м. В зале была воссоздана мемориальная обстановка: рабочий стол, кресло, лампа, письменный набор, папка для бумаг, а также пепельница с пачкой сигарет «Пегас», которые часто курил Крейн. В кабинете стоят шкафы с книгами, домашний секретер из карельской берёзы, а также несколько предметов мебели пушкинской эпохи начала XIX века.

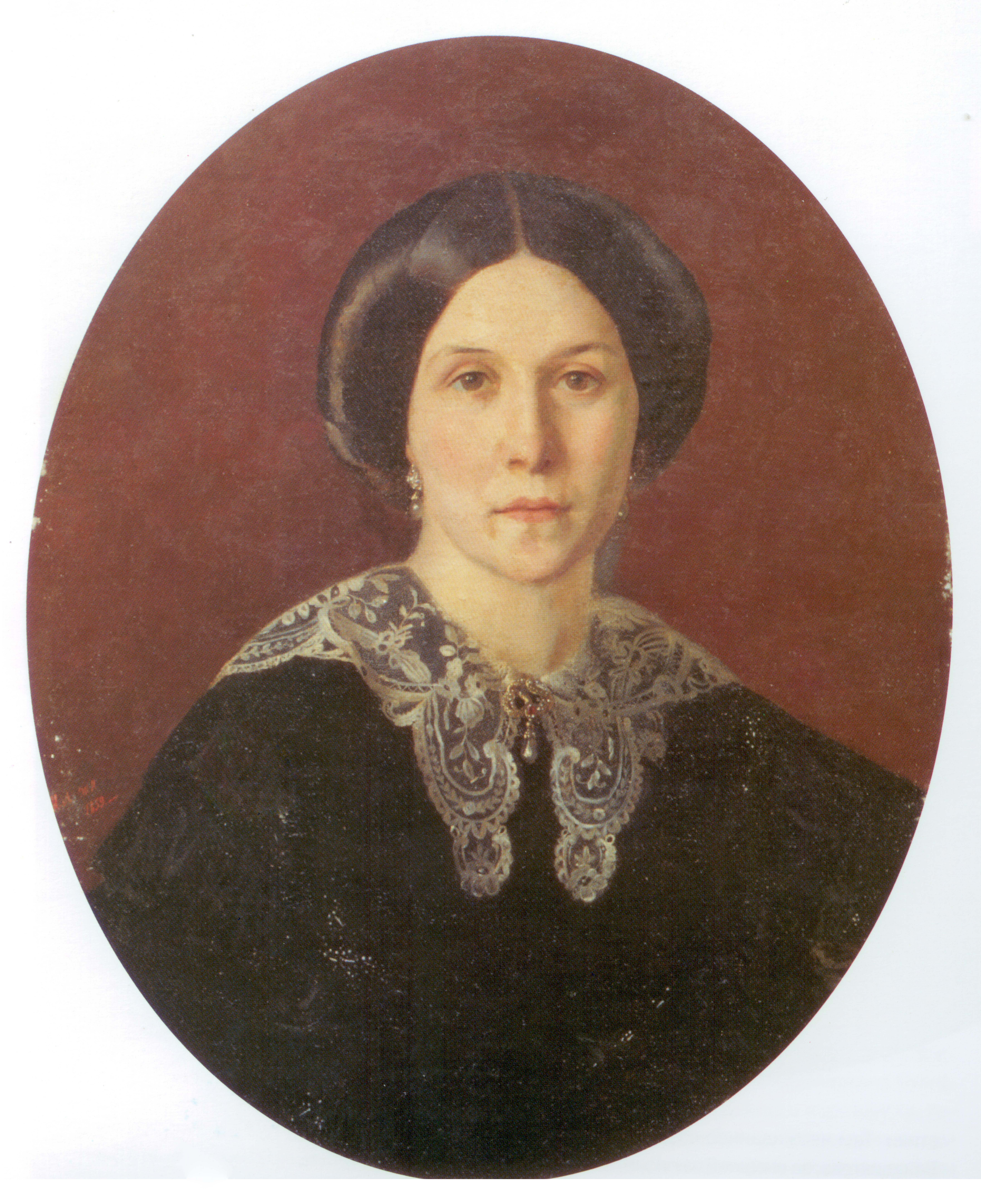
Портрет Александры Александровны Брюлловой работы И. И. Липина, 1859 год
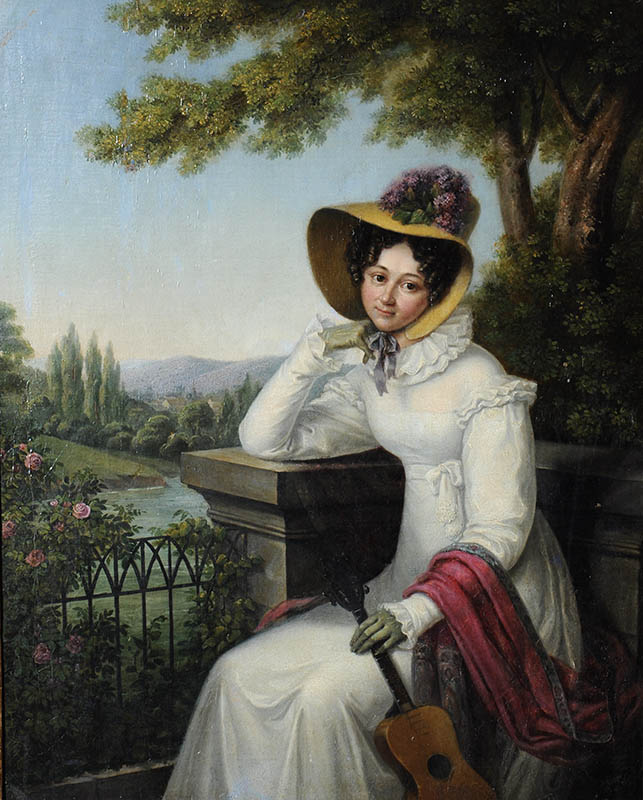
Екатерина Демидова на картине неизвестного художника, 1820-е годы
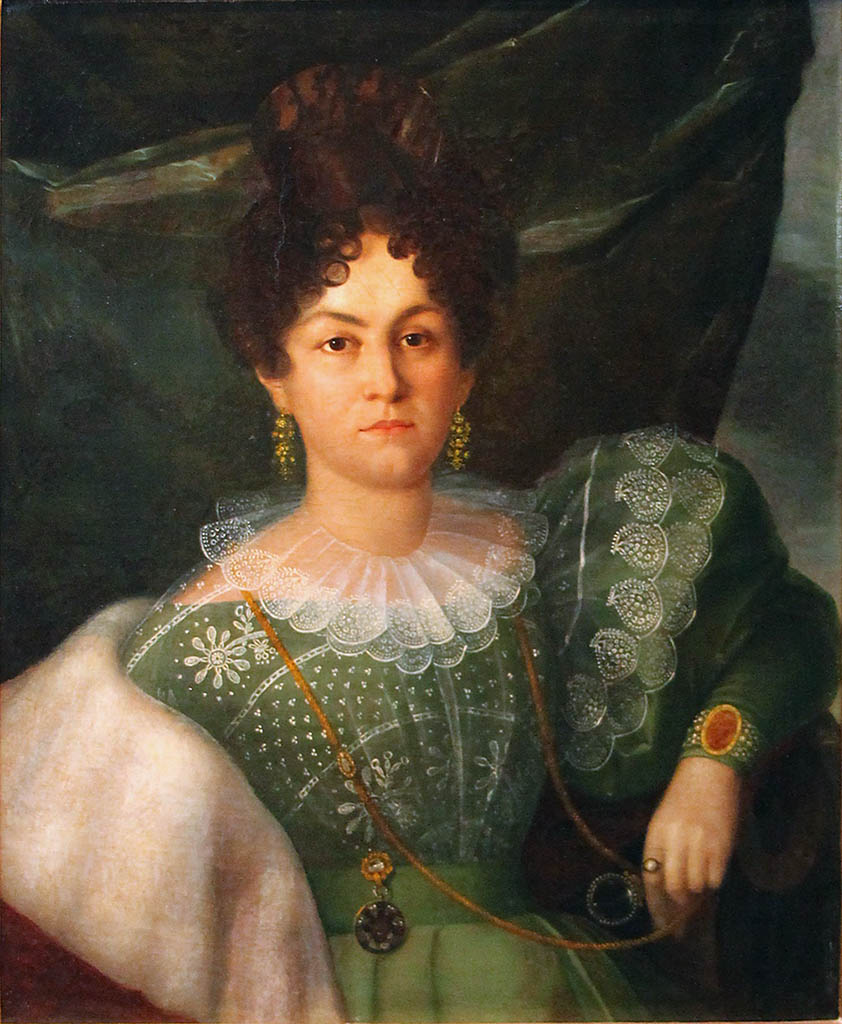
Портрет Анны Бакуниной работы Якова Стрешнева, XIX век
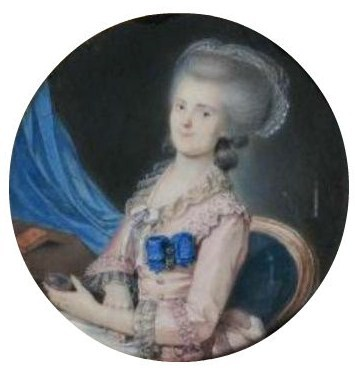
Портрет Дарьи Дмитриевой-Мамоновой кисти неизвестного художника, 1780-е годы
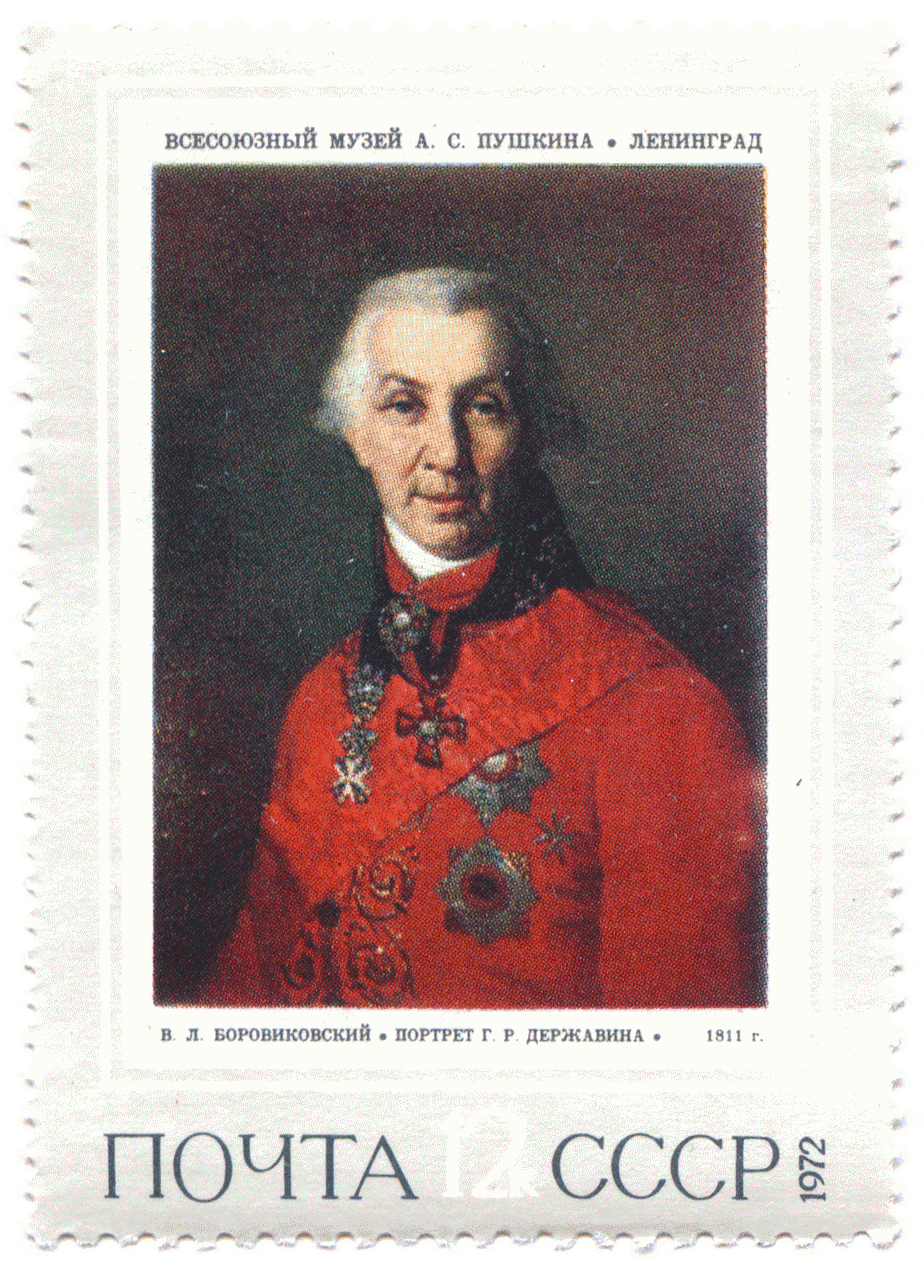
Портрет Гавриила Державина, 1972
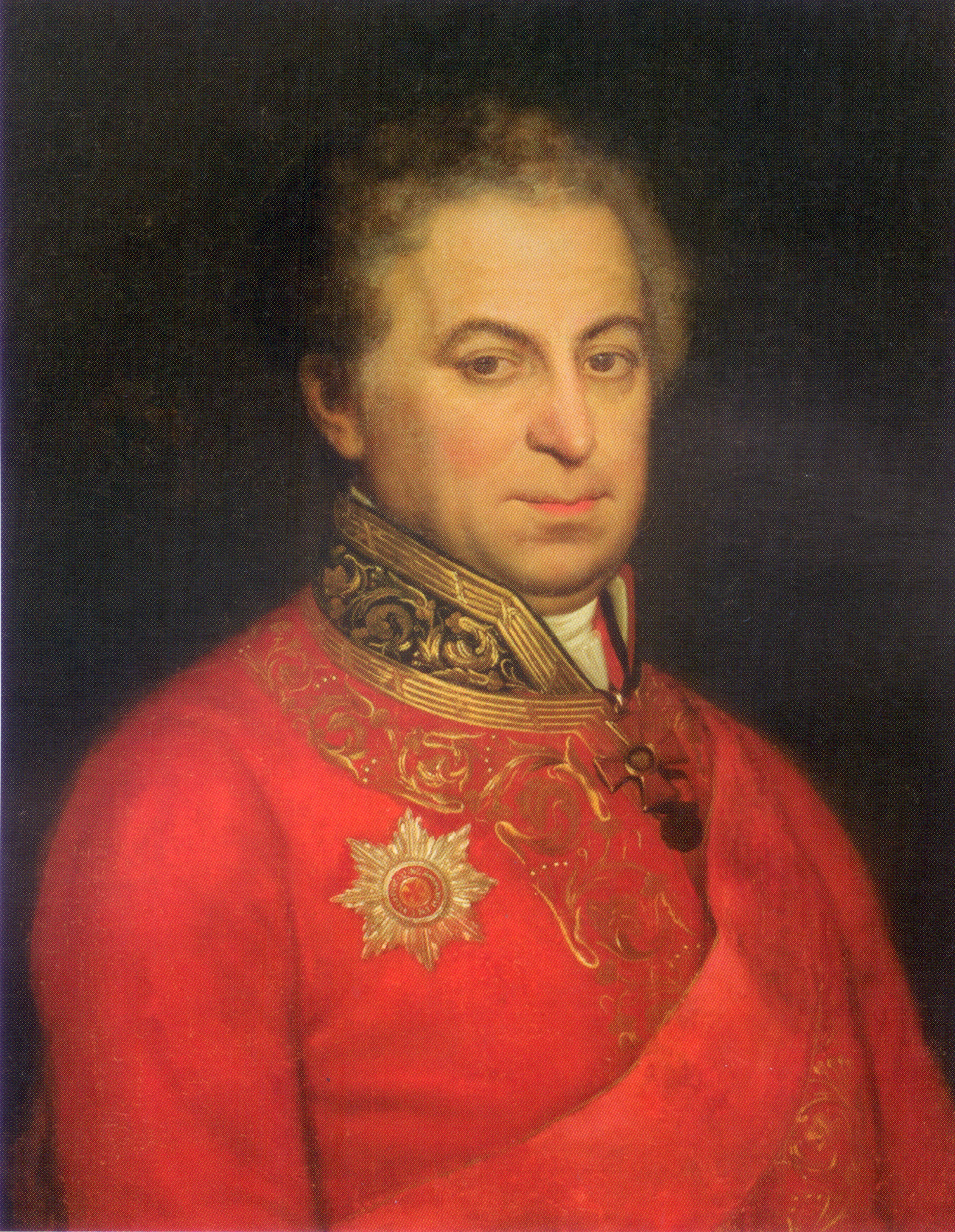
Портрет Павла Батюшкова, 1850-е годы
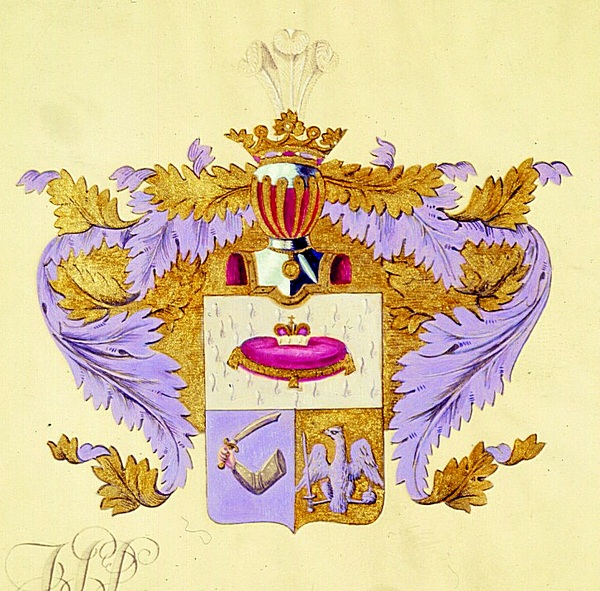
Герб рода Пушкиных, XIX век
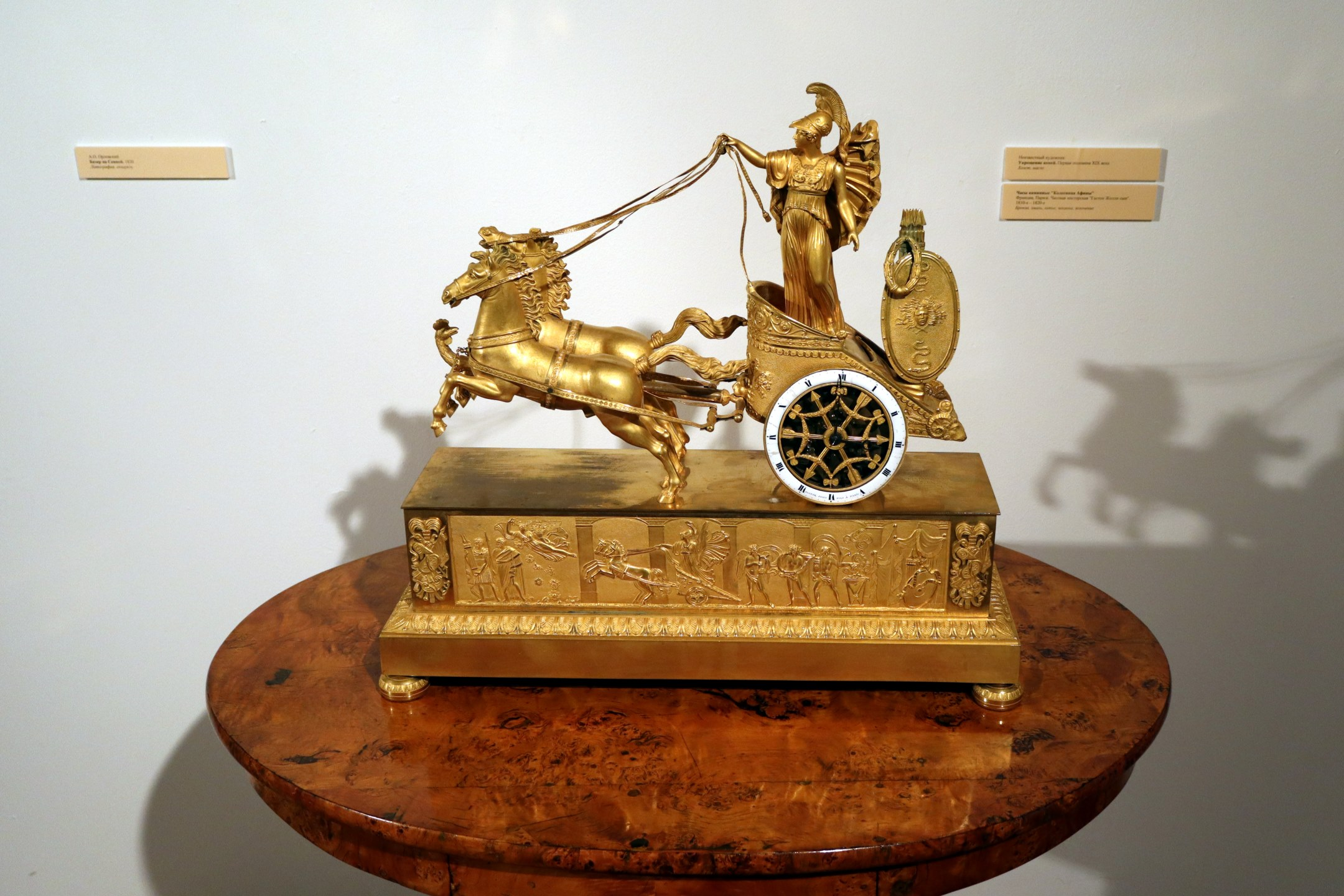
Часы Колесница Афины начала XIX века

## Филиалы
| Иллюстрация | Название                                           | Адрес                      | Описание |
| ----------- | -------------------------------------------------- | -------------------------- | --- |
|             | Мемориальная квартира Александра Пушкина на Арбате | Старый Арбат, 53           | Музей располагается в особняке начала XIX века, где поэт снимал квартиру с женой Натальей Гончаровой в 1830 году. Открытие музея состоялось в 1986-м, на первом этаже представлена экспозиция, посвящённая жизни Пушкина в Москве. На втором этаже находится восстановленная мемориальная квартира поэта, состоящая из пяти комнат: зала, гостиной, кабинета, спальни, будуара. |
|             | Музей Василия Пушкина                              | Старая Басманная улица, 36 | Открытие музея состоялось в 2013 году в особняке начала XIX века, построенном для частного найма Пелагеей Кетчер — женой хозяина завода хирургических инструментов. В 1822—1828 годах здание снимал дядя поэта Василий Пушкин. По причине отсутствия архивных документов сотрудники музея не смогли восстановить интерьеры комнат такими, какими они были при Василие Пушкине, из-за чего в залах представлена типичная обстановка дворянского дома начала XIX века. По состоянию на 2018-й в музейное собрание входят более 1600 экспонатов, собранных сотрудниками с 1988 по 2012 год                                                                               |
|             | Музей Ивана Тургенева                              | Остоженка, 37/7            | Музей находится в доме матери писателя Ивана Тургенева — Варвары. Здание стало прототипом для усадьбы из рассказа «Муму». Открытие музея состоялось в 2009 году, в музейный фонд входят экспонаты, связанные с жизнью и деятельностью писателя. В ноябре 2018-го музей был открыт после комплексной реставрации. |
|             | Мемориальная квартира Андрея Белого                | Старый Арбат, 55           | Музей был основан в 1993 году в соседнем здании с мемориальной квартирой Пушкина, однако официальное открытие состоялось только в марте 2000-го. В квартире на углу Арбата и Денежного переулка Белый прожил первые двадцать шесть лет своей жизни — с 1880 по 1906 год. После смерти отца в 1903-м семья была вынуждена переехать в Никольский переулок. На начало 2018 года экспозиция насчитывает несколько тысяч мемориальных предметов: семейные фотографии, рукописи произведений, личные вещи, а также редкие автобиографические заметки. Музей расположен в соседнем здании с музеем-квартирой Александра Пушкина, они имеют общий вход через подземный холл. |
|             | Выставочные залы на Арбате                         | Денежный переулок, 55/32   | Выставочные залы находятся в том же здании, что и музей-квартира Андрея Белого. По состоянию на 2018-й в залах проводят временные выставки и инсталляции. |

## Награды
- Почётная грамота Московской городской думы (24 октября 2007 года) — за заслуги перед городским сообществом и в связи с 50-летием со дня образования[29].